# Alojzij Benkovič
Alojzij Benkovič, slovenski farmacevt, pisatelj, prevajalec in urednik, * 21. junij 1867, Kamnik, † 7. februar 1934, Kamnik.

## Življenje in delo
Po končanem študiju farmacije na dunajski univerzi je služboval v Celju. Literarna dela je prevajal iz češčine, francoščine, nemščine, poljščine in ruščine. S knjižico Slovensko-latinsko-nemški rastlinski imenik slovenskih dežel (COBISS) je ustvaril pregleden priročnik slovenskih rastlinskih imen, pri čemer pa žal večinoma ni navedel virov. 